# Conotrochamminidae
Conotrochamminidae es una familia de foraminíferos bentónicos de la superfamilia Verneuilinoidea, del suborden Verneuilinina y del Orden Lituolida. Su rango cronoestratigráfico abarca el Paleoceno.

## Discusión
Clasificaciones previas incluían Conotrochamminidae en el suborden Textulariina del orden Textulariida, o en el orden Lituolida sin diferenciar el suborden Verneuilinina.

## Clasificación
Conotrochamminidae incluye a los siguientes géneros:
- Conotrochammina †
- Conotrochamminoides †